# Amics meus
Amics meus (Amici miei) és una pel·lícula dirigida per Mario Monicelli el 1975. Ha estat doblada al català.

## Argument
Amici miei explica la història de cinc quarentons italians que van deixar de créixer quan tenien deu anys. Es diverteixen amb les seves aventures de nens, on tot és pretext per a riure.

## Repartiment
- Ugo Tognazzi: Lello Mascetti
- Gastone Moschin: Rambaldo Melandri
- Philippe Noiret: Giorgio Perozzi
- Diulio Del Prete: Necchi
- Adolfo Celi: el professor Sassaroli
- Bernard Blier: Righi Niccolò
- Angela Goodwin: Nora Perozzi
- Olga Karlatos: Donatella Sassaroli
- Maurizio Scattorin: el fill de Perozzi
- Silvia Dionisio: Titti
- Franca Tamatantini: Carmen
- Milena Vukotic: Alice Mascetti
- Edda Ferroano
- Marisa Traversi
- Mauro Vestri

## Al voltant de la pel·lícula
La pel·lícula ha tingut dues continuacions: una dirigida per Mario Monicelli el 1982 i l'altra el 1985 per Nanni Loy. Respectivament, Amici miei 2 i Amici miei 3. La 2a part també es va doblar al català.